# 邁丹 (若夫克瓦區)
50°0′35″N 23°50′20″E / 50.00972°N 23.83889°E
邁丹（烏克蘭語：Майдан），是烏克蘭西部的村莊，隸屬利維夫州的利維夫區。該村面積0.81平方公里，2001年該村落人口159，人口密度每平方公里196.3人。